# Bombardier Challenger 600
Bombardier Challenger 600 – сімейство пасажирських літаків підвищеної комфортабельності для цивільної та ділової авіації. Спочатку літак вироблявся " Canadair ". З 1986 року випускається "Bombardier Aerospace".

## Історія
Перший дослідний зразок піднявся в небо в Монреалі (Канада) 8 листопада 1978 року. Через рік ще два зразки виконали низку польотів. Під час випробувального польоту 3 квітня 1980 року один із двох пілотів загинув. Незважаючи на авіакатастрофу, літак був сертифікований цього ж року США та Канадою.

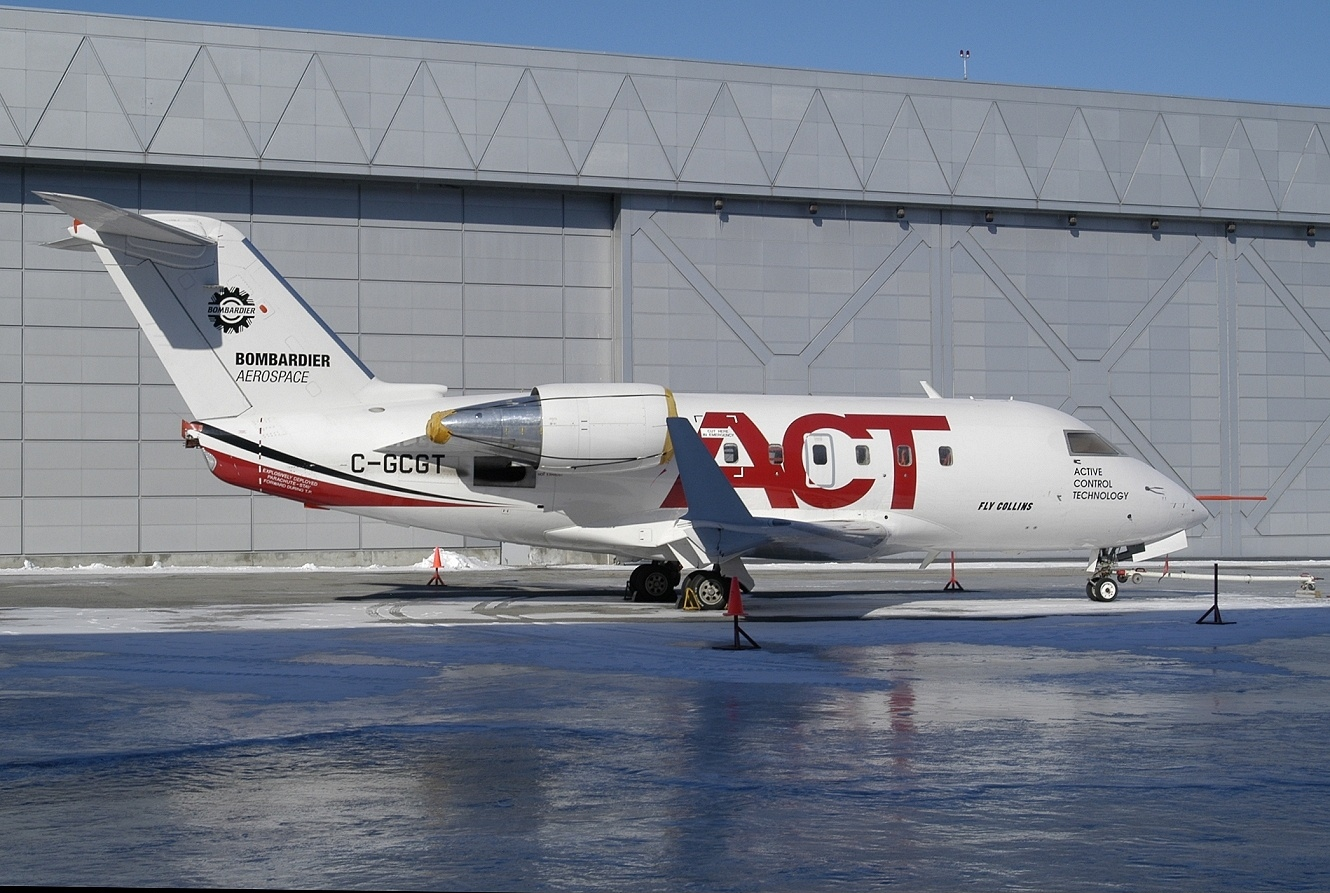
Canadair CL-600-1A11 Challenger 600, Bombardier AN1006238

Колишній прототип і експериментальний літак Bombardier, а тепер останній додаток до колекції Національного музею авіації, який прилетів лише кілька днів тому з Вічити, штат Канзас. Цей літак має червону стрілу Піто і парашут, який можна розгорнути після відкидання хвостового конуса (Canadair CL-600-1A11 Challenger 600, Bombardier AN1006238).

## Варіанти[3]

### CL-600-1A11 (варіант Challenger 600, CL-600)
Базова модель сімейства. Літак випускався до 1983 року. Побудовано 83 екземпляри.

### CL-600-2A12 (варіанти Challenger 601, CL-601, CL-601-3A, CL-601-3R)

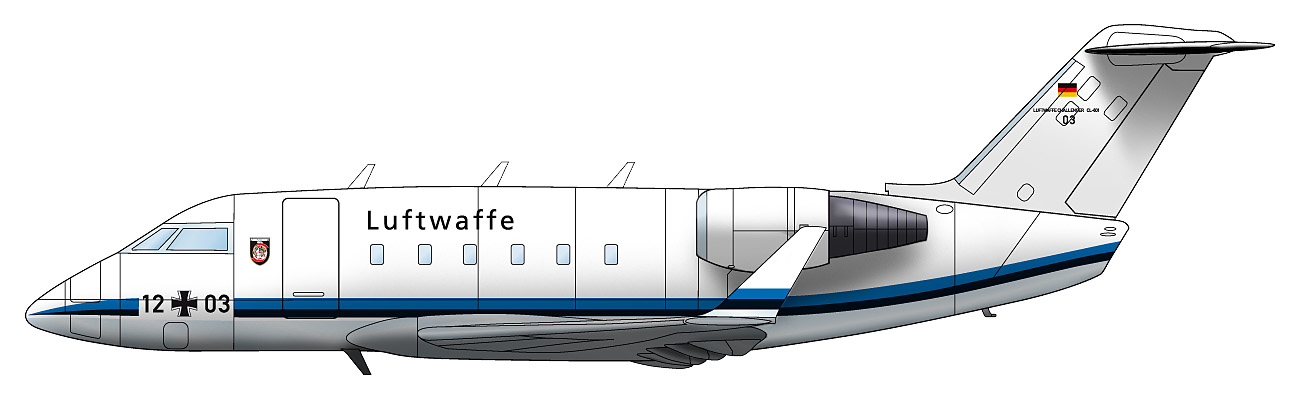
Challenger 601 Бундесверу

Вдосконалена версія CL-600. На крилах з'явилися вінглети, встановлені потужніші двигуни General Electric CF-34.

### CL-600-2B16 (варіант Challenger 604, CL-604)
Серйозно модернізована версія. Варіант з потужнішими двигунами, додатковими паливними баками, удосконалені крила та хвіст літака. У кабіні пілотів було встановлено нову систему авіоніки Pro Line 4™ компанії Rockwell Collins Aerospace та змінено розташування багатьох панелей управління. На літаку встановлені нові шасі для зльоту та посадки зі збільшеною масою.

### CL-600-2B16 (варіант Challenger 605, CL-605)

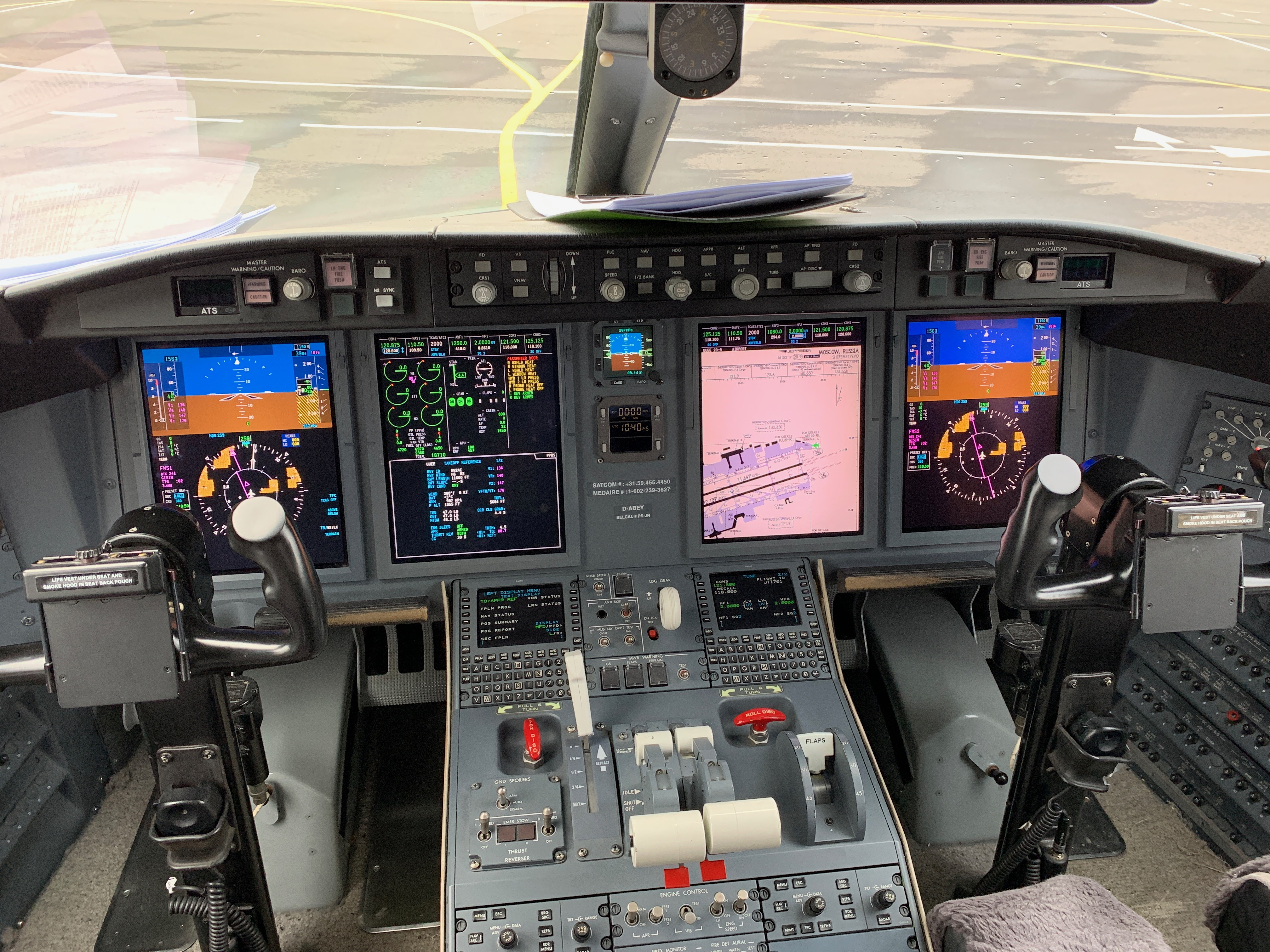
Кабіна пілотів Challenger 605

Введений в експлуатацію на початку 2006 року. Літак відрізняється від попереднього варіанта модернізацією конструкції та авіоніки. Конструктивні поліпшення включали великі розміри вікон пасажирської кабіни та округлий хвостовий конус. Основна акумуляторна батарея була перенесена до носового відсіку. У кабіні пілотів було встановлено нову систему авіоніки Pro Line 21™ компанії Rockwell Collins Aerospace та змінено розташування деяких панелей управління.

### CL-600-2B16 (варіант Challenger 650, CL-650)

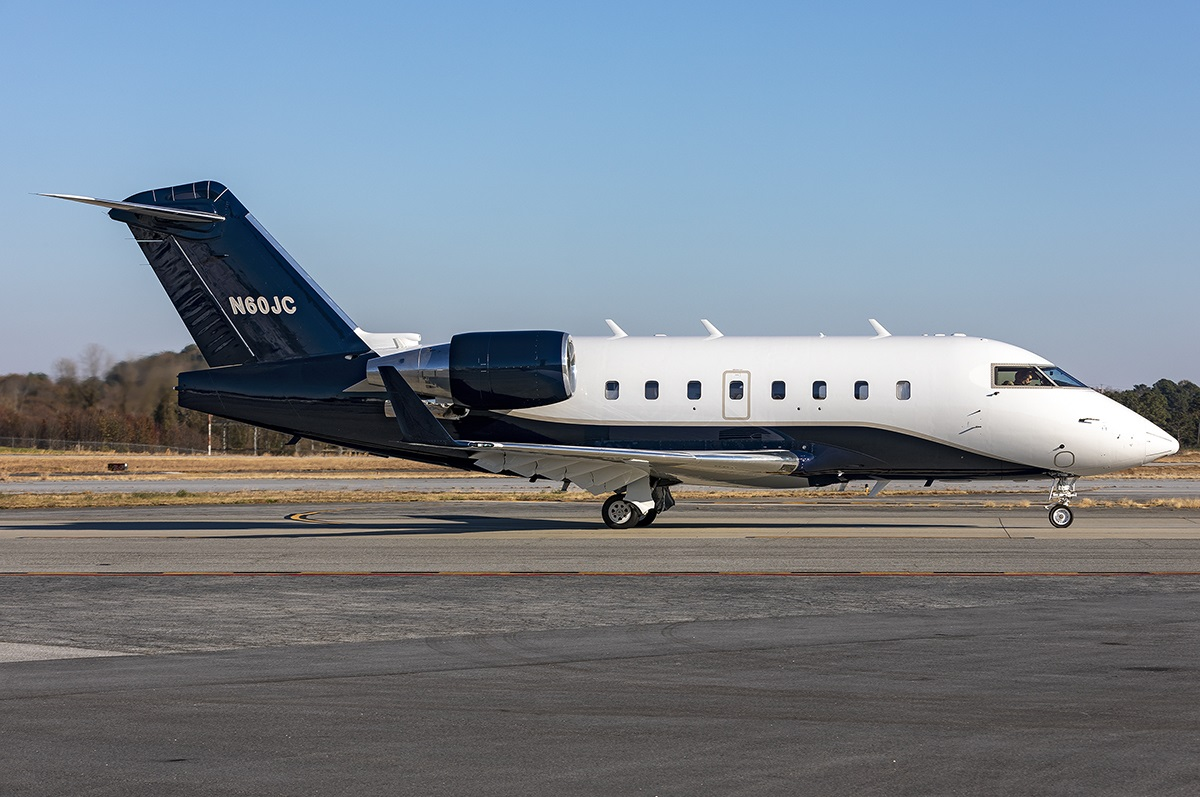
Bombardier Challenger на злітній смузі кільцевого аеропорту Атланти

Введений в експлуатацію у 2015 році. Літак отримав нову авіоніку, оновлений салон та потужніші двигуни. У допрацьовану систему авіоніки Rockwell Collins Pro Line 21 додали мультирежимний погодний радар і систему синтетичного огляду, а також коліматорний індикатор Head-Up Display для полегшення виконання заходу на посадку в складних метеоумовах. На 5% було збільшено злітну тягу двигунів General Electric CF34-3B.

### CL-610
CL-610 Challenger E повинен був мати подовжений фюзеляж, який дозволив би вмістити до 24 пасажирів. Проєкт припинили у 1981 році.

### C-143А
Під цим найменуванням літак CL-604 перебуває на озброєнні Берегової охорони США (US Coast Guard).

### CL-650 ARTEMIS
У 2020 році Армія США почала використовувати літаки Bombardier Challenger 650 ARTEMIS (Airborne Reconnaissance and Targeting Multi-Mission Intelligence System) як літаки радіоелектронної розвідки. Зокрема, один із цих літаків з вересня 2020 року базується на аеродромі поблизу румунського міста Констанца і здійснює патрульні польоти поблизу кордонів Росії та Білорусії.

## Bombardier CRJ та Challenger 800/850
На базі сімейства бізнес-джетів CL-600 розроблено сімейство регіональних пасажирських літаків Bombardier CRJ та бізнес-джетів Challenger 800/850:
- CL-600-2B19 (варіанти Regional Jet 100/200 / Challenger 800/850 / CRJ SE/ Regional Jet 440);
- CL-600-2C10 (варіанти Regional Jet 700/701/702;
- CL-600-2D24 (варіант Regional Jet 900);
- CL-600-2D15 (варіант Regional Jet 705);
- CL-600-2E25 (варіант Regional Jet 1000).

## Льотно-технічні характеристики

### Технічні характеристики варіантів CL-601-1A, CL-601-1A/ER, CL-601-3A, CL-601-1A/ER, CL-601-3R, CL-601s[9]
- Екіпаж: 2 пілоти
- Пасажиромісткість: до 19 осіб (залежно від конфігурації)
- Довжина: 20,85 м
- Розмах крила: 19,61 м
- Висота: 6,30 м
- Маса порожнього: 9292 кг
- Максимальна злітна вага: 19 550 кг
- Корисне навантаження: 1 814 кг
- Двигуни : 2× General Electric CF34-3A turbofans з тягою по 40,7 кН кожен

### Льотні характеристики
- Крейсерська швидкість: 850 км/год
- Максимальна швидкість: 882 км/год
- Максимальна дальність: 6236 км
- Практична стеля: 12500 м

## Втрати літаків
За час експлуатації було втрачено 15 літаків типу Bombardier Challenger CL-600 :
| Дата       | Бортовий номер | Місце катастрофи | Жертви | Короткий опис |
| ---------- | -------------- | ---------------- | ------ | --- |
| 03.04.1980 | C-GCGR-X       | Мохаве           | 1/3    | Пілот втратив управління під час виконання маневрів в рамках випробувального польоту. |
| 03.01.1983 | N805C          | поблизу Хэйли    | 2/2    | При заході на посадку в БМЗ зіткнувся з гірським хребтом, екіпаж відхилився від стандартної схеми заходу. |
| 07.02.1985 | N779XX         | Мілан            | 0/12   | При заході на посадку просів нижче за глісаду, зіткнувся з поверхнею при спробі відходу на друге коло. |
| 20.03.1994 | N88HA          | Бассет-Рок       | 0/2    | Під час польоту в темну пору доби впала потужність обох двигунів через наявність у паливі забруднювача та води. Екіпаж здійснив вимушену посадку в полі. |
| 10.10.2000 | C-FTBZ         | Вічита           | 2/3    | Випробовувальний політ. Впав і вибухнув одразу після зльоту через помилки екіпажу. |
| 04.01.2002 | N90AG          | Бірмінгем        | 5/5    | Одразу після зльоту нахилився і втратив висоту через зледеніння. |
| 28.11.2004 | N873G          | Монтроз          | 3/6    | Відразу після зльоту нахилився і втратив висоту через зледеніння. |
| 02.02.2005 | N370V          | Тетерборо        | 0/11   | На розгоні не зміг відірватися від ЗПС і викотився з неї, мав неприпустимо переднє центрування. |
| 13.02.2007 | N168CK         | Внуково          | 0/3    | На розбігу через зледеніння крила сталося звалювання літака безпосередньо після відриву від ЗПС, (хоча вночі зберігався в ангарі і протиобмерзання було проведено в повному обсязі), зіткнення з поверхнею землі, зруйнувався. |
| 26.12.2007 | D-ARWE         | Алмати           | 1/4    | На розбігу через зледеніння крила (хоча протиобмерзання було проведено в повному обсязі) - звалювання літака безпосередньо після відриву від ЗПС, зіткнення з поверхнею землі, зруйнувався і загорівся. |
| 07.11.2010 | N604JW         | ІИндіанаполіс    | 0/0    | Пошкоджено до ступеня списання під час пожежі в ангарі. |
| 06.01.2014 | N115WF         | Аспен (Колорадо) | 1/3    | Приватний реактивний 19-місний літак Canadair CL-600-2B16 Challenger 601, що летів із Тусона (штат Аризона), розбився в аеропорту міста Аспен (штат Колорадо). Крах стався при заході на посадку. |
| 07.01.2017 | D-AMSC         | Аравійське море  | 0/9    | Перетнувся з пасажирським авіалайнером Airbus A380, коли обидва літаки пролітали над Аравійським морем. Challenger 604 виявився на 300 метрів нижче за А380, внаслідок чого втратив керованість, потрапивши під супутній слід. Challenger 604 перекинувся в повітрі близько трьох разів, що викликало припинення роботи всіх турбореактивних двигунів та падіння. Втративши близько трьох кілометрів висоти, пілотам вдалося повернути керування та запустити двигуни. Після перенесених навантажень літак було списано. |
| 11.03.2018 | TC-TRB         | Шахре-Корд       | 11/11  | Літак, що належить турецькому бізнесмену, з 8 пасажирами та 3 членами екіпажу на борту, прямував із Шарджі до Стамбула. Усі, хто знаходився на борту, в тому числі обидва пілоти, були жінками. Літак розбився у гірській місцевості після повідомлення про технічні неполадки. Ця катастрофа стала наймасовішою за кількістю загиблих за історію експлуатації CL-600. |
| 06.05.2019 | N601VH         | Коауїла          | 13/13  | У горах Мексики розбився приватний літак Bombardier Challenger 601, на якому з Лас-Вегаса поверталися додому вболівальники боксера Сауля Альвареса після переможного бою над американцем Деніелом Джейкобсом. За попередньою інформацією, катастрофа сталася після того, як літак потрапив під грози. |